# USS Willis A. Lee (DL-4)
USS Willis A. Lee (DL-3) là một tàu khu trục lớp Mitscher từng hoạt động cùng Hải quân Hoa Kỳ trong giai đoạn Chiến tranh Lạnh. Nó là chiếc tàu chiến duy nhất của Hải quân Hoa Kỳ được đặt cái tên này, được đặt theo tên Phó đô đốc Willis A. "Ching" Lee (1888–1947), chỉ huy lực lượng thiết giáp hạm tại Mặt trận Thái Bình Dương trong Chiến tranh Thế giới thứ hai, từng được tặng thưởng Huân chương Chữ thập Hải quân cùng hai lần được tặng thưởng Huân chương Phục vụ Dũng cảm Hải quân. Nó đã phục vụ thuần túy tại các khu vực Đại Tây Dương và Địa Trung Hải trong suốt quãng đời phục vụ, cho đến khi xuất biên chế vào năm 1969. Con tàu cuối cùng bị bán để tháo dỡ vào năm 1973

## Thiết kế và chế tạo
Lớp Mitscher là lớp tàu khu trục đầu tiên được Hải quân Hoa Kỳ chế tạo sau khi Thế Chiến II chấm dứt. Tuy nhiên sau khi việc chế tạo chiếc soái hạm khu trục Norfolk (DL-1) cho thấy có chi phí quá tốn kém (61,9 triệu Đô-la Mỹ), việc chế tạo chiếc tàu chị em CLK-2 của Norfolk bị hủy bỏ, và Hải quân Mỹ chuyển sang cải biến lớp tàu khu trục Mitscher đang đóng thành những soái hạm khu trục.
Thoạt tiên mang ký hiệu lườn DD-929, Willis A. Lee được đặt lườn tại xưởng tàu của hãng Bethlehem Steel Company ở Quincy, Massachusetts vào ngày 1 tháng 11, 1949. Đang khi chế tạo, con tàu được xếp lại lớp như một soái hạm khu trục vào ngày 9 tháng 2, 1951, mang ký hiệu lườn mới DL-4, rồi được hạ thủy vào ngày 26 tháng 1, 1952, được đỡ đầu bởi bà Fitzhugh L. Palmer, Jr., cháu gái của Phó đô đốc Lee. Con tàu nhập biên chế cùng Hải quân Hoa Kỳ tại Xưởng hải quân Boston vào ngày 5 tháng 10, 1954 dưới quyền chỉ huy của Hạm trưởng, Trung tá Hải quân Fredericik H. Schneider, Jr.

## Lịch sử hoạt động

### 1955 - 1960
Sau khi hoàn tất việc chạy thử máy huấn luyện tại khu vực vịnh Guantánamo, Cuba, Willis A. Lee quay trở về cảng nhà Newport, Rhode Island và bắt đầu phục vụ cùng Hạm đội Đại Tây Dương. Nó được phái sang hoạt động tại khu vực Địa Trung Hải lần đầu tiên vào tháng 7, 1955, hoạt động phối hợp cùng Đệ Lục hạm đội, và sau khi hoàn tất nhiệm vụ đã quay trở về vùng bờ Đông, tiếp tục huấn luyện và thực hành phòng không. Nó được xếp lại lớp như một tàu frigate vào năm 1955.
Vào tháng 2, 1956, Willis A. Lee đi xuống phía Nam đến Cộng hòa Dominica, nơi nó đại diện cho Hoa Kỳ tham gia những lễ hội được tổ chức tại thủ đô Ciudad Trujillo. Con tàu va phải đá ngầm trong một cơn bão tại Jamestown, Rhode Island vào ngày 18 tháng 3, và đã phải dành ra nhiều thời gian sửa chữa và bảo trì tại Xưởng hải quân Boston ở Boston, Massachusetts trước khi quay trở lại hoạt động thường lệ. Đang khi tham gia một cuộc thực hành chống tàu ngầm vào tháng 11, nó nhận được tín hiệu cầu cứu khẩn cấp từ tàu đánh cá Agda ngoài khơi Montauk Point, Long Island, và đã đi đến để trợ giúp vào việc dập tắt một đám cháy, cứu được nhiều người.
Sang tháng 2, 1957, Willis A. Lee đã đưa Vua Ibn Saud của Ả Rập Xê Út đi đến thành phố New York trong chuyến viếng thăm chính thức của ông đến Hoa Kỳ. Sau đó nó đi đến Washington, D.C. để tham gia các lễ hội nhân kỷ niệm sinh nhật của George Washington, rồi tham gia Duyệt binh Hải quân Quốc tế được tổ chức vào mùa Hè năm đó tại Hampton Roads, Virginia. Sang mùa Thu nó tham gia vào thành phần một hạm đội hổn hợp lớn trong Khối NATO để tập trận chống tàu ngầm và phòng không tại vùng biển Bắc Đại Tây Dương; trong đợt tập trận này con tàu lần đầu tiên vượt qua vòng Bắc Cực vào ngày 20 tháng 9.

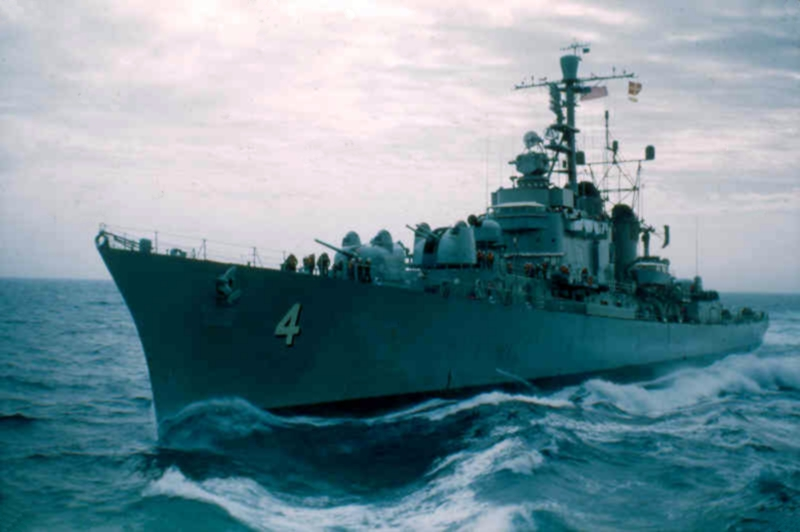
Willis A. Lee tại Địa Trung Hải vào năm 1959, hộ tống bảo vệ cho tàu sân bay.

Trong hai năm tiếp theo, Willis A. Lee đã hai lần được phái sang phục vụ cùng Đệ Lục hạm đội tại Địa Trung Hải, xen kẻ với những giai đoạn hoạt động tại chỗ từ cảng nhà Newport, cùng các đợt thực hành huấn luyện tại bờ biển Florida và vùng biển Caribe, chủ yếu để thực tập chống ngầm và phòng không. Vào mùa Hè năm 1959, nó đảm nhiệm vai trò soái hạm cho Chuẩn đô đốc Edmund B. Taylor, Tư lệnh Lực lượng Đặc nhiệm 47 trong Chiến dịch Inland Seas. Đơn vị đã đi dọc theo sông Saint Lawrence tham dự lễ khánh thành tuyến đường thủy St. Lawrence nối liền Đại Tây Dương với Ngũ Đại Hồ vào ngày 26 tháng 6, nghi lễ do Tổng thống Dwight D. Eisenhower và Nữ hoàng Elizabeth II của Anh đồng chủ trì. Con tàu đã lần lượt viếng thăm các cảng Chicago, Illinois; Milwaukee, Wisconsin; Detroit, Michigan; Erie, Pennsylvania và Cleveland, Ohio. Nó sau đó quay trở lại thực hành huấn luyện dọc theo vùng bờ Đông và tại khu vực Bắc Đại Tây Dương.

### 1960 - 1965
Vào tháng 2, 1960, Willis A. Lee đưa Tư lệnh Lực lượng Khu trục Hạm đội Đại Tây Dương đi thị sát các cảng và căn cứ tại Đại Tây Dương, viếng thăm San Juan, Puerto Rico; St. Thomas, quần đảo Virgin; và Ciudad Trujillo. Sau đó con tàu tham gia cuộc Tập trận Springboard hàng năm tại khu vực biển Caribe. Đến mùa Hè năm 1960, nó thực hiện chuyến thi thực hành huấn luyện dành cho học viên sĩ quan, và tham gia các cuộc tập trận hạm đội khác, viếng thăm Montreal, Quebec, Canada và thành phố New York. Sau đó nó thực hành tiếp nhiên liệu trên biển như một phần của cuộc Tập trận LANTFLEX 2-60.
Sau một chuyến ngắn đến Charleston, South Carolina vào tháng 8, Willis A. Lee tham gia cuộc Tập trận Sword Thrust, được tổ chức tại Bắc Đại Tây Dương với hơn 60 tàu chiến của Hoa Kỳ, Anh, Pháp, Na Uy và Canada; con tàu vượt qua vòng Bắc Cực để mô phỏng một cuộc đổ bộ lên lục địa Châu Âu, rồi viếng thăm Le Havre, Pháp trước khi quay trở về Newport. Đến tháng 11, nó đi vào Xưởng hải quân Boston để đại tu đồng thời nâng cấp trong khuôn khổ Chương trình Hồi sinh và Hiện đại hóa Hạm đội (FRAM: Fleet Rehabilitation and Modernization). Cấu trúc thượng tầng được thay đổi đáng kể cho nhiệm vụ mới, hai dàn vũ khí Alpha chống ngầm được tháo bỏ, tháp pháo 3-inch phía sau được thay bằng hầm chứa dành cho máy bay trực thăng không người lái chống ngầm Gyrodyne QH-50 DASH, và được tăng cường một vòm sonar thế hệ mới tại mũi tàu.
Sau khi rời xưởng tàu vào tháng 9, 1961, Willis A. Lee tham gia hoạt động giải cứu những thành viên của Tháp Texas số 2, một trạm radar cảnh báo sớm ngoài khơi bờ biển Massachusetts. Nó dành phần lớn thời gian phục vụ sau đó cho việc thử nghiệm hệ thống sonar được lắp đặt trước mũi, hoạt động tại các vùng biển Đại Tây Dương và Caribe cùng những chuyến viếng thăm Bermuda. Con tàu được huy động vào chiến dịch "cô lập hàng hải" Cuba vào tháng 10, 1962 do vụ Khủng hoảng tên lửa Cuba, rồi quay về Xưởng hải quân Boston vào tháng 1 và tháng 2, 1963 để tiếp tục được cải biến và nâng cấp. Nó hoạt động thử nghiệm sonar tại vùng biển Haiti trong tháng 3, rồi viếng thăm Port-au-Prince nhân có những biến động chính trị tại quốc gia này. Đến mùa Hè, nó được điều sang Đội Phát triển Khu trục 2, một đơn vị bao gồm những tàu tham gia các loại thử nghiệm, và đi vào Xưởng hải quân Boston để sửa chữa nồi hơi vào cuối năm 1963, kéo dài cho đến ngày 29 tháng 4, 1964.
Quay trở về Newport, Willis A. Lee lên đường vào ngày 6 tháng 5, 1964 để huấn luyện ôn tập tại khu vực vịnh Guantánamo, Cuba, và hoạt động thử nghiệm sonar trên đường đi khi quay trở về cảng nhà, về đến Newport vào ngày 26 tháng 5. Nó còn thực hiện ba chuyến đi đánh giá sonar khác trước khi tham gia cuộc Tập trận Steel Pike, cuộc tập trận đổ bộ lớn nhất từng được tổ chức trong thời bình. Trong cuộc diễn tập, nó phục vụ như là soái hạm cho Chuẩn đô đốc Mason Freeman, Tư lệnh Chi hạm đội Tuần dương-Khu trục 2. Con tàu đã hai lần ghé đến Key West, Florida trong chuyến đi đánh giá sonar tiếp theo trước khi quay về vào ngày 11 tháng 12 và được bảo trì tại xưởng tàu Bethlehem Steel Shipyard ở Boston, Massachusetts.
Tiếp tục các hoạt động thử nghiệm đánh giá sonar trong năm 1965, Willis A. Lee đã hai lần đi đến vùng biển Bahamas, và hoạt động huấn luyện ngoài khơi Virginia Capes và tại khu vực vịnh Narragansett. Nó đi đến Xưởng hải quân Boston vào ngày 30 tháng 6 để đại tu và sửa chữa hệ thống động lực, đồng thời tiếp tục được cải biến hệ thống sonar.

### 1965 - 1969
Từ đó cho đến cuối quãng đời hoạt động, Willis A. Lee tiếp tục phục vụ cho việc thử nghiệm sonar, đặt cảng nhà tại Newport, được bảo trì tại Xưởng hải quân Boston, và hoạt động tại các khu vực Virginia Capes, vịnh Narragansett và vùng biển Caribe. Nó thực hiện một chuyến đi sang Địa Trung Hải vào tháng 11, 1966, rồi quay về Newport vào ngày 20 tháng 5, 1967. Con tàu tiếp tục được phái sang hoạt động cùng Đệ Lục hạm đội vào tháng 1, 1968, và quay trở về Newport vào tháng 5 năm đó. Sang tháng 8, 1968, nó được phái sang khu vực Hồng Hải để chuẩn bị đảm nhiệm vai trò soái hạm của Tư lệnh Lực lượng Trung Đông; tuy nhiên kế hoạch biệt phái kéo dài mười tháng bị hủy bỏ khi con tàu gặp trục trặc động cơ lúc đang trên đường đi ngang qua bờ biển Brazil.
Sau khi được sửa chữa tại Recife, Brazil trong hai tuần, Willis A. Lee được chiếc Luce (DLG-7) thay phiên, và lên đường quay trở về Newport. Con tàu chuyển đến Xưởng hải quân Boston vào tháng 1, 1969 để đại tu, rồi được cho xuất biên chế vào ngày 19 tháng 12, 1969. Tên nó được cho rút khỏi danh sách Đăng bạ Hải quân vào ngày 15 tháng 5, 1972, và con tàu bị bán cho hãng Union Minerals and Alloys Corporation tại New York để tháo dỡ vào ngày 18 tháng 5, 1973.